# Nakagawa, Nagoya
Nakagawa (中川区 Nakagawa-ku) là quận thuộc thành phố Nagoya, tỉnh Aichi, Nhật Bản. Tính đến ngày 1 tháng 10 năm 2020, dân số ước tính của quận là 220.728 người và mật độ dân số là 6.900 người/km2. Tổng diện tích của quận là 32,02 km2.